# ستيفن جونز (لاعب اتحاد الرغبي)
ستيفن جونز (بالإنجليزية: Stephen Jones)‏ (و. 1977  م) هو لاعب اتحاد الرغبي، من المملكة المتحدة، ولد في آبريستويث، يلعب كرامي متوسط ‏.

## التعليم
تعلم في Bro Myrddin Welsh Comprehensive School ‏.

## روابط خارجية
- ستيفن جونز على موقع دوري الرغبي الممتاز (الإنجليزية)
- ستيفن جونز عل موقع إسبنسكروم (الإنجليزية)
- ستيفن جونز على موقع ItsRugby.co.uk (الإنجليزية)